# EF-M-Bajonett

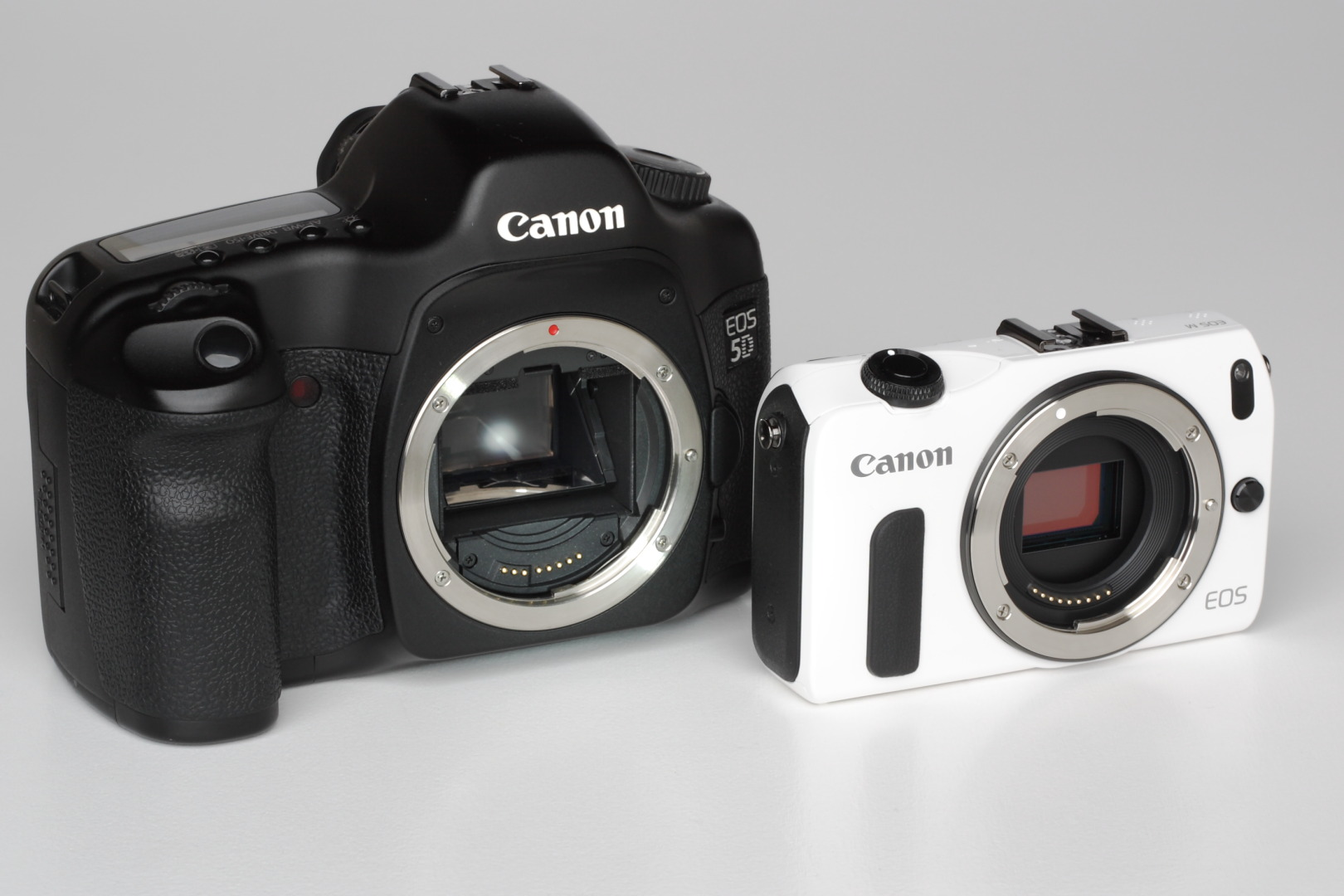
EF-Bajonett (links) und EF-M-Bajonett (rechts)

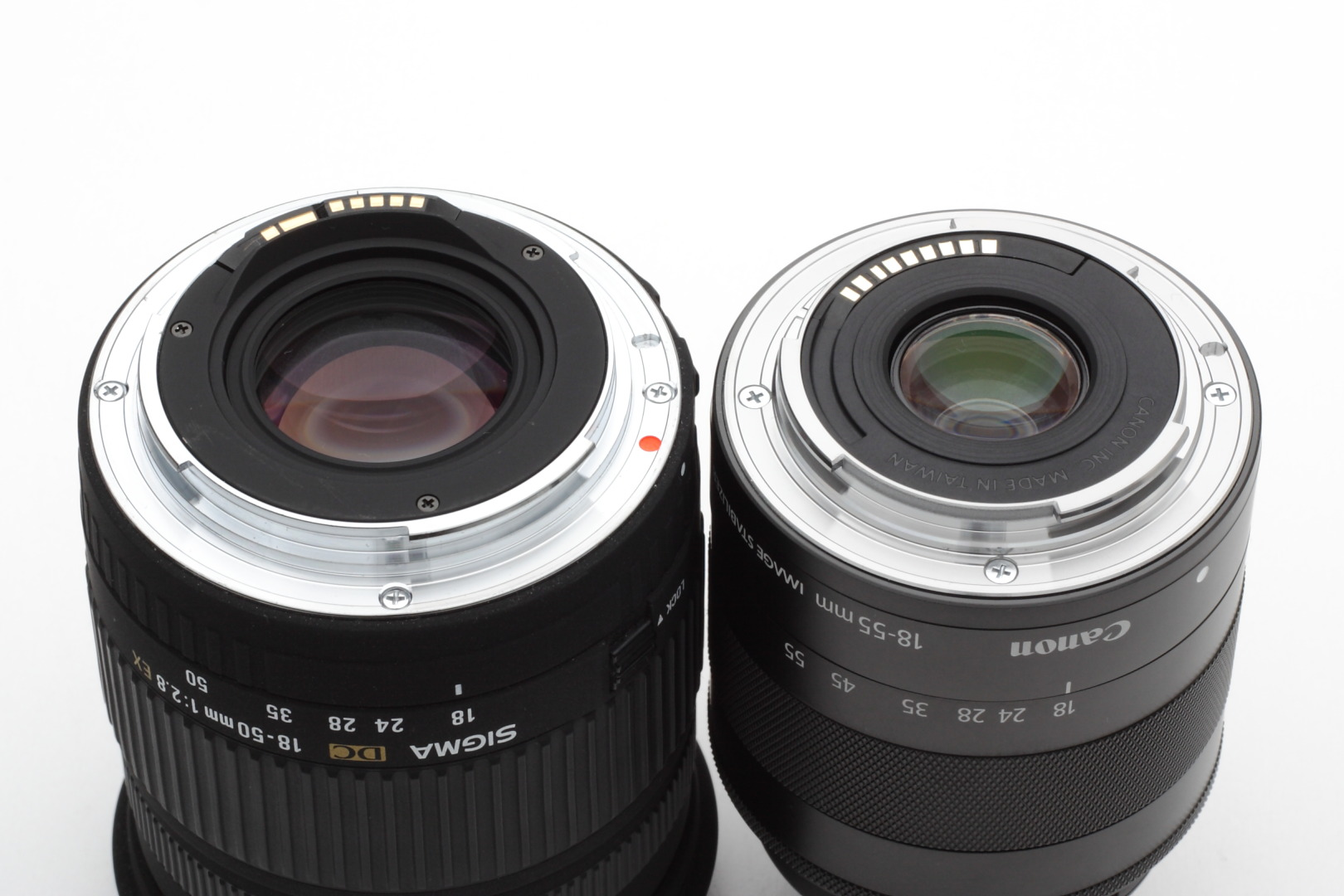
Sigma-Objektiv mit EF-Bajonett (links) und Canon-Objektiv mit EF-M-Bajonett (rechts)

Das EF-M-Bajonett bezeichnet den Objektivbajonett-Anschluss, den Canon ursprünglich zur Verbindung von Objektiven und spiegellosen Systemkameras mit APS-C-Bildformat verwendete. Er wurde im Oktober 2012 mit der EOS M eingeführt.
Aufgrund des wegfallenden Spiegelkastens und der Reduzierung auf das APS-C-Format rückt das Objektiv gegenüber einer Spiegelreflexkamera näher an den Sensor heran. Es hat ein Auflagemaß von 18 mm, gegenüber 44 mm beim klassischen EF-Bajonett. Dies ermöglicht die Konstruktion flacherer Kameragehäuse und eine kompaktere Objektivbauweise. Der Durchmesser des EF-M-Bajonetts ist etwa 7,5 mm kleiner als beim EF-Bajonett.
Die mit dem Bajonett verbundenen elektronischen Schnittstellen von EF- und EF-M-Bajonett sind kompatibel. Daher ist die Nutzung von EF- und EF-S-Objektiven an EF-M-Kameras mittels Adapter möglich. Die Automatikfunktionen eines Objektivs, inklusive einer etwaigen Bildstabilisierung, werden dabei unterstützt.
Umgekehrt können EF-M-Objektive aufgrund ihres zu kurzen Auflagemaßes nicht an den üblichen Canon-Spiegelreflexkameras mit EF- oder EF-S-Bajonett verwendet werden.
Zu dem 2018 neu eingeführten RF-Bajonett ist es inkompatibel, da das Auflagemaß des RF-Bajonetts 2 mm länger ist und es einen 7,5 mm größeren Durchmesser hat.
Im Jahr 2023 wurde die Produktion von EF-M Kameras und Objektiven bei Canon eingestellt. 2022 war das erste APS-C-Modell im EOS-R-System herausgekommen.

## Adapter für fremde Objektivanschlüsse

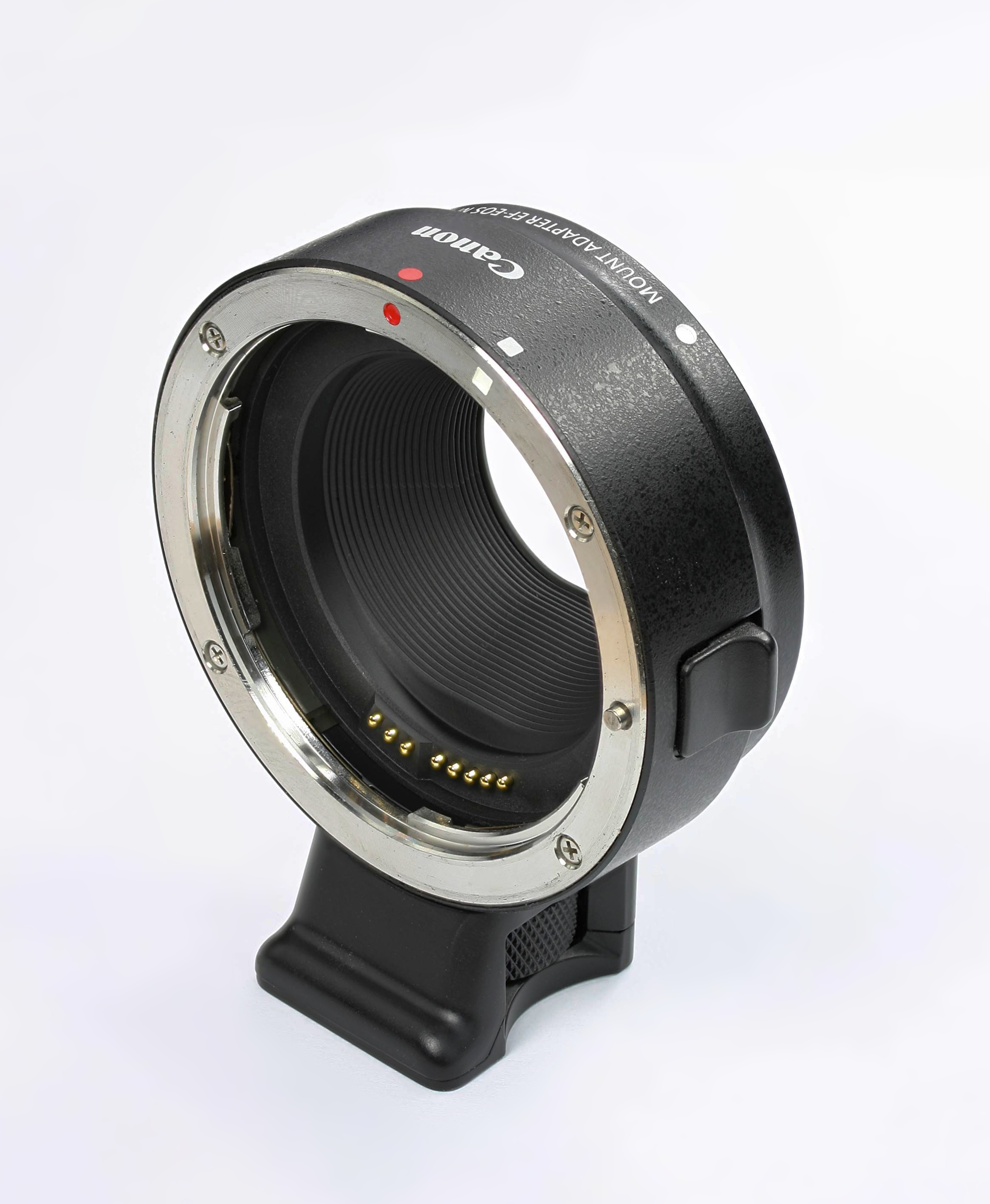
Ein Objektivadapter vom EF/EF-S aufs EF-M Bajonett

Das verringerte Auflagemaß ermöglicht die Verwendung zahlreicher fremder Objektive, die für ein längeres Auflagemaß ausgelegt sind. So sind von Alternativanbietern z. B. Adapter für das universale M42-Schraubgewinde, Leica M, Leica R, Minolta SR, Pentax K, Nikon F, Canon FD und viele weitere Systeme erhältlich. Da die Kamera die Objektive in der Regel nicht ansteuern kann, sind die Objektive manuell einzustellen (Blende, Fokus). Lediglich eine Zeitautomatik (ohne Offenblendmessung) ist vielfach möglich.
Für einige Systeme sind Tilt-und-Shift-Adapter erhältlich (z. B. Nikon F). Da die Verstell-Mechanik des Adapters Platz benötigt, sind hierfür eher Kleinbild-Spiegelreflex-Objektive geeignet. Objektive vieler Messsucherkameras bieten mit ihrem etwas kürzeren Auflagemaß weniger Spielraum. Von Samyang ist ein 24mm-Tilt-und-Shift-Objektiv mit EF-M-Anschluss erhältlich.

## Canon-Kameras mit EF-M-Bajonett
| Modell                | Auflösung      | Sucher                   | Markteinführung | Besonderheit                                 |
| --------------------- | -------------- | ------------------------ | --------------- | -------------------------------------------- |
| Canon EOS M           | 18 Megapixel   | Nein                     | 2012-10         |                                              |
| Canon EOS M2          | 18 Megapixel   |                          | 2013-12         | war nur auf dem asiatischen Markt erhältlich |
| Canon EOS M3          | 24 Megapixel   | optional, zum Aufstecken | 2015-04         |                                              |
| Canon EOS M5          | 24,2 Megapixel | Ja                       | 2016-11         |                                              |
| Canon EOS M6          | 24,2 Megapixel | optional, zum Aufstecken | 2017-04         |                                              |
| Canon EOS M6 Mark II  | 32,5 Megapixel | optional, zum Aufstecken | 2019-09         |                                              |
| Canon EOS M10         | 18 Megapixel   | Nein                     | 2015-11         |                                              |
| Canon EOS M50         | 24,2 Megapixel | Ja                       | 2018-03         |                                              |
| Canon EOS M100        | 24 Megapixel   | Nein                     | 2017-10         |                                              |
| Canon EOS M200        | 24 Megapixel   | Nein                     | 2019-10         |                                              |
| Canon EOS M50 Mark II | 24 Megapixel   | Ja                       | 2021-03         |                                              |

## Canon-Objektive mit EF-M-Bajonett
| Objektiv    | Kleinbild- brennweite* | Max. Lichtstärke | Eingeführt | Makro | USM  | Schritt- motor | IS   | Filter- durchmesser | Objektiv- durchmesser | Objektiv- länge | Gewicht | Quelle |
| ----------- | ---------------------- | ---------------- | ---------- | ----- | ---- | -------------- | ---- | ------------------- | --------------------- | --------------- | ------- | ------ |
| 11–22 mm    | 18–35 mm               | f/4–5,6          | 2013       | Nein  | Nein | Ja             | Ja   | 55 mm               | 60,9 mm               | 58,2 mm         | 220 g   | [ 6 ]  |
| 15–45 mm    | 24–72 mm               | f/3,5–6,3        | 2015       | Nein  | Nein | Ja             | Ja   | 49 mm               | 60,9 mm               | 44,5 mm         | 130 g   | [ 7 ]  |
| 18–55 mm    | 29–88 mm               | f/3,5–5,6        | 2012       | Nein  | Nein | Ja             | Ja   | 52 mm               | 60,9 mm               | 61 mm           | 210 g   | [ 8 ]  |
| 18–150 mm   | 29–240 mm              | f/3,5–6,3        | 2016       | Nein  | Nein | Ja             | Ja   | 55 mm               | 60,9 mm               | 86,5 mm         | 300 g   | [ 9 ]  |
| 22 mm       | 35 mm                  | f/2              | 2012       | Nein  | Nein | Ja             | Nein | 43 mm               | 60,9 mm               | 23,7 mm         | 105 g   | [ 10 ] |
| 28 mm Macro | 45 mm                  | f/3,5            | 2016       | Ja    | Nein | Ja             | Ja   | 43 mm               | 60,9 mm               | 45,5 mm         | 130 g   | [ 11 ] |
| 32 mm       | 51 mm                  | f/1,4            | 2018       | Nein  | Nein | Ja             | Nein | 43 mm               | 60,9 mm               | 56,5 mm         | 235 g   | [ 12 ] |
| 55–200 mm   | 88–320 mm              | f/4,5–6,3        | 2014       | Nein  | Nein | Ja             | Ja   | 52 mm               | 60,9 mm               | 86,5 mm         | 260 g   | [ 13 ] |

* Vergleichbare Brennweite im Kleinbildformat (× 1,6 Formatfaktor)

## Objektive von Fremdherstellern mit EF-M-Bajonett
| Hersteller      | Objektiv                 | Kleinbild- brennweite* | Max. Lichtstärke | Autofokus | Quelle        |
| --------------- | ------------------------ | ---------------------- | ---------------- | --------- | ------------- |
| 7artisans       | 7,5 mm Fisheye           | 12 mm                  | f/2,8            | Nein      | [ 14 ] [ 15 ] |
| 7artisans       | 7,5 mm Fisheye Mark II   | 12 mm                  | f/2,8            | Nein      | [ 15 ]        |
| 7artisans       | 12 mm                    | 19 mm                  | f/2,8            | Nein      | [ 15 ]        |
| 7artisans       | 18 mm UFO                | 29 mm                  | f/6,3            | Nein      | [ 15 ]        |
| 7artisans       | 25 mm                    | 40 mm                  | f/0,95           | Nein      | [ 15 ]        |
| 7artisans       | 25 mm                    | 40 mm                  | f/1,8            | Nein      | [ 15 ]        |
| 7artisans       | 35 mm                    | 56 mm                  | f/1,2            | Nein      | [ 15 ]        |
| 7artisans       | 35 mm                    | 56 mm                  | f/0,95           | Nein      | [ 15 ]        |
| 7artisans       | 35 mm Mark II            | 56 mm                  | f/1,2            | Nein      | [ 15 ]        |
| 7artisans       | 35 mm                    | 56 mm                  | f/1,4            | Nein      | [ 15 ]        |
| 7artisans       | 50 mm                    | 80 mm                  | f/0,95           | Nein      | [ 15 ]        |
| 7artisans       | 50 mm                    | 80 mm                  | f/1,8            | Nein      | [ 15 ]        |
| 7artisans       | 55 mm                    | 88 mm                  | f/1,4            | Nein      | [ 15 ]        |
| 7artisans       | 60 mm Macro              | 96 mm                  | f/2,8            | Nein      | [ 15 ]        |
| 7artisans       | 60 mm Macro Mark II      | 96 mm                  | f/2,8            | Nein      | [ 15 ]        |
| Bower           | 16 mm                    | 26 mm                  | f/2              | Nein      | [ 15 ]        |
| Dörr            | 12 mm, Fisheye           | 19 mm                  | f/7,4            | Nein      | [ 16 ]        |
| HandeVision     | 40 mm, Ibelux            | 64 mm                  | f/0,85           | Nein      | [ 17 ]        |
| Meike           | 6 - 11 mm                | 9,6 -18 mm             | f/3,5            | Nein      | [ 15 ]        |
| Meike           | 6,5 mm, Circular Fisheye | 10 mm                  | f/2              | Nein      | [ 15 ]        |
| Meike           | 7,5 mm Fisheye           | 12 mm                  | f/2,8            | Nein      | [ 15 ]        |
| Meike           | 8 mm Fisheye             | 13 mm                  | f/3,5            | Nein      | [ 15 ]        |
| Meike           | 12 mm                    | 19 mm                  | f/2,0            | Nein      | [ 15 ]        |
| Meike           | 12 mm                    | 19 mm                  | f/2,8            | Nein      | [ 15 ]        |
| Meike           | 25 mm                    | 40 mm                  | f/1,8            | Nein      | [ 15 ]        |
| Meike           | 28 mm                    | 45 mm                  | f/2,8            | Nein      | [ 15 ]        |
| Meike           | 35 mm                    | 56 mm                  | f/1,7            | Nein      | [ 15 ]        |
| Meike           | 35 mm                    | 56 mm                  | f/1,4            | Nein      | [ 15 ]        |
| Meike           | 50 mm                    | 80 mm                  | f/0,95           | Nein      | [ 15 ]        |
| Mitakon Zhongyi | 20 mm 4,5x Super Macro   | 32 mm                  | f/2              | Nein      | [ 15 ]        |
| Mitakon Zhongyi | 35 mm                    | 56 mm                  | f/0,95           | Nein      | [ 15 ]        |
| Mitakon Zhongyi | 85 mm 1-5x Super Macro   | 136 mm                 | f/2,8            | Nein      | [ 15 ]        |
| Neewer          | 35 mm                    | 56 mm                  | f/1,7            | Nein      | [ 15 ]        |
| Samyang         | 8 mm, Fisheye II         | 13 mm                  | f/2,8            | Nein      | [ 18 ]        |
| Samyang         | 8 mm, Fisheye II         | 13 mm                  | f/3,5            | Nein      | [ 19 ]        |
| Samyang         | 10 mm                    | 16 mm                  | f/2,8            | Nein      | [ 20 ]        |
| Samyang         | 12 mm                    | 19 mm                  | f/2,0            | Nein      | [ 21 ]        |
| Samyang         | 12 mm, Fisheye           | 19 mm                  | f/2,8            | Nein      | [ 22 ]        |
| Samyang         | 16 mm                    | 26 mm                  | f/2,0            | Nein      | [ 23 ]        |
| Samyang         | 20 mm                    | 32 mm                  | f/1,8            | Nein      | [ 24 ]        |
| Samyang         | 21 mm                    | 34 mm                  | f/1,4            | Nein      | [ 25 ] [ 26 ] |
| Samyang         | 24 mm, Tilt-und-Shift    | 38 mm                  | f/3,5            | Nein      | [ 27 ]        |
| Samyang         | 35 mm                    | 56 mm                  | f/1,2            | Nein      | [ 28 ]        |
| Samyang         | 35 mm                    | 56 mm                  | f/1,4            | Nein      |               |
| Samyang         | 50 mm                    | 80 mm                  | f/1,2            | Nein      | [ 29 ] [ 30 ] |
| Samyang         | 85 mm                    | 136 mm                 | f/1,8            | Nein      | [ 31 ]        |
| Samyang         | 100 mm, Macro            | 160 mm                 | f/2,8            | Nein      | [ 32 ]        |
| Samyang         | 135 mm                   | 216 mm                 | f/2,0            | Nein      | [ 33 ]        |
| Samyang         | 300 mm, Spiegelobjektiv  | 480 mm                 | f/6,3            | Nein      | [ 34 ]        |
| Sigma           | 16 mm                    | 26 mm                  | f/1,4            | Ja        | [ 35 ]        |
| Sigma           | 30mm                     | 48 mm                  | f/1,4            | Ja        | [ 36 ]        |
| Sigma           | 56 mm                    | 90 mm                  | f/1,4            | Ja        | [ 37 ]        |
| Tamron          | 18–200 mm, Di III VC     | 29–320 mm              | f/3,5–6,3        | Ja        | [ 38 ]        |
| TTartisan       | 7,5 mm Fisheye ND1000    | 12 mm                  | f/2              | Nein      | [ 15 ]        |
| TTartisan       | 17 mm                    | 24 mm                  | f/1,4            | Nein      | [ 15 ]        |
| TTartisan       | 23 mm                    | 37 mm                  | f/1,4            | Nein      | [ 15 ]        |
| TTartisan       | 35 mm                    | 56 mm                  | f/1,4            | Nein      | [ 15 ]        |
| TTartisan       | 40 mm Macro              | 64 mm                  | f/2,8            | Nein      | [ 15 ]        |
| TTartisan       | 50 mm                    | 80 mm                  | f/0,95           | Nein      | [ 15 ]        |
| TTartisan       | 50 mm                    | 80 mm                  | f/1,2            | Nein      | [ 15 ]        |
| TTartisan       | 50 mm                    | 80 mm                  | f/2              | Nein      | [ 15 ]        |
| Yasuhara        | Nanoha Macro ×5/×4       |                        | f/11–32          | Nein      | [ 39 ]        |
| Venus Optics    | 4 mm, Fisheye            | 6,4 mm                 | f/2,8            | Nein      | [ 40 ]        |
| Venus Optics    | 9 mm                     | 14 mm                  | f/2,8            | Nein      | [ 41 ]        |
| Venus Optics    | 33 mm                    | 53 mm                  | f/0,95           | Nein      | [ 15 ]        |
| Venus Optics    | 65 mm, 2× Macro          | 104 mm                 | f/2,8            | Nein      | [ 42 ]        |
| Viltrox         | 23 mm                    | 37 mm                  | f/1,4            | Ja        | [ 43 ]        |
| Viltrox         | 33 mm                    | 53 mm                  | f/1,4            | Ja        | [ 44 ]        |
| Viltrox         | 56 mm                    | 90 mm                  | f/1,4            | Ja        | [ 45 ]        |

* Vergleichbare Brennweite im Kleinbildformat (× 1,6 Formatfaktor)

## Adaptierung von EF und EF-S Objektiven und deren Limitierung
Grundsätzlich ist es möglich, alle EF- und EF-S-Objektive mit Hilfe eines Adapters von Canon an eine Kamera mit EF-M-Bajonett anzuschließen. Hierbei soll voller Funktionsumfang erhalten bleiben (z. B. Blendensteuerung und Autofokus weiterhin möglich).
Auf der Homepage von Canon UK wird allerdings darauf hingewiesen, dass der Autofokus mit mehreren älteren Objektiven bei der M3 und der M10 nicht funktioniert. Ob dieses auch für ältere M-Modelle zutrifft, wird nicht erwähnt.